# Brandon Mychal Smith
Brandon Mychal Smith (n. 29 mai 1989) este un actor american, cel mai cunoscut pentru rolurile sale ca Li'l Danny Dawkins în Phil of the Future și Nico Harris în Sonny With a Chance.
Născut în Long Island, New York, Smith a câștigat un premiu de televiziune Familiei și Young Artist Award în 2007 pentru interpretarea sa ca Tayshawn în Ron Clark Story, unde a jucat un alt star, Matthew Perry. De asemenea mai este optat și în Gridiron Gang, și ca Mario în Unfabulous. 
A mai avut roluri principale în două spectacole, Phil of the Future și Sonny With a Chance. Acesta va fi jucat în 2010, de către Disney Channel Original Movie, Starstruck.

## Viața personală
Smith este un skater pasionat cu role. El este foarte aproape de părinți și sora mai mică, Kimberly.

## Filmografie
Anul Titlu Rolul Note
- 1999 She's All That JV chimică Boy
- 2003 Grind Kid # 1
- 2006 Rolul Ron Clark Story Tayshawn principale
- 2006 teren de fotbal american Bug Gang
- 2006 armelor James
- 2010 Starstruck Stubby Disney Channel Original Movie

### Televiziune
- Anul Titlu Rolul Note
- 2002 Districtul Junior "Payback"
- 2004 Unfabulous Mario 9 episoade; 2004-2005
- 2005 Nathan Shield "The Cure"
- Asta e Deci, Corb de ras "Extreme Cory"
- Phil din Lil viitorului Danny Dawkins 18 episoade; 2005-2006
- 2006, fără o Trevor Trace "Blood Out"
- Lucky Louie Jason Plumbey "o poveste jaf"
- Bones Kid # 1 "Boy in Giulgiul"
- Noi toti Deke "Love Don't Cost a Thing" (uncredited)
- "Ca Tatăl, Fiul Ca ... Like Hell!"fuuuuuugiiii
- 2009 Sonny și steluța ei norocoasă (2009-prezent)
- 2011 Disney Friends For Change Games

1. ↑  CONOR.SI[*] Verificați valoarea |titlelink= (ajutor)